# Курчатовіт
Курчатові́т (рос. курчатовіт; англ. kurchatovite; нім. Kurchatovit m) — мінерал класу боратів.

## Загальний опис
Хімічна формула: Ca6Mg5Mn[B2O5]6
Сингонія ромбічна.
Сплюснуті таблитчасті кристали.
Густина 3,02.
Твердість 4,5.
Прозорий у дрібних зернах.
Блиск скляний.
Колір світло-сірий.
Знайдений у скарнових залізорудних родовищах Сибіру.